# Первое введение в Критику способности суждения
Первое введение в Критику способности суждения (нем. Erste Einleitung in die Kritik der Urteilskraft) — первый вариант вводной части трактата немецкого философа Иммануила Канта «Критика способности суждения», ориентирующий читателя на то, что новая «Критика» будет посвящена по большей части вопросам эстетики. Перед самым выходом «Критики» Кант отказался от первоначального варианта введения, по его собственным словам, в виду большого объёма текста (фактически же из-за несоответствия первой редакции «Введения» выводам, к которым он приходил по мере написания трактата). Как отдельное произведение «Первое введение» было впервые опубликовано Сигизмундом Беком в 1794 г. во втором томе его «Избранных работ из критических текстов господина профессора Канта».

## История создания
История «Первого введения» неразрывно связана с историей написания Кантом основного текста «Критики способности суждения». Основные вехи этой истории могут быть почерпнуты из переписки Канта с издателем «Критики способности суждения» берлинским торговцем Ф. Т. Гардом. Так, в письме от 21 января 1790 года, Кант настаивает на издании «Критики» в установленные ранее сроки а также уверяет Гарда, что вышлет остающиеся неотправленными части рукописи в 14-ти дневный срок, упоминая, что вынужден будет сократить введение к работе.
Однако из дальнейшей переписки следует, что Кант отправил издателю полный текст рукописи (включая и якобы сокращённое введение) только 25 марта 1790 г. Между январским и мартовским письмами Кант ещё дважды писал Гарду: 9 феврали и 9 марта, всякий раз откладывая пересылку рукописного введения, ссылаясь на чересчур большой его объём, который ему необходимо было сократить.
Три года спустя, 18 августа 1793 года, Кант отправил своему ученику и популяризатору его идей Сигизмунду Беку рукопись «Первого введения», которая к этому времени всё ещё не была известна публике. В качестве причины отказа от этого первоначального варианта Кант всё так же указывал на его чрезмерный объём:

 «Я отправляю Вам сочинение, которое я обещал. Ему предполагалось быть вводной частью для „Критики способности суждения“, однако я отказался от него, поскольку оно было слишком большим. Вы можете использовать его так, как Вы считаете нужным».

Отправленная Кантом работа была опубликована С. Беком в 1794 г. во втором томе его «Избранных работ из критических текстов господина профессора Канта». Далее, этот текст включался в ряд изданий под наименованием « О философии вообще».
Несмотря на то, что Кант не делал тайны из принадлежности, роли и статуса отправленного им Беку текста, что ясно следует из вышеприведённого отрывка письма, в позднейшем, некоторые издатели Канта исходили из того, что речь идёт об исправленном Кантом новом введении к «Критике способности суждения», которое было написано более ясным и простым языком. Только в 1922 году, при издании сочинений Канта под редакцией Кассиера, исследователи ясно осознали, что это сочинение является ранней версией введения в «Критику способности суждения». Тогда же обратили внимание и на расхождения в содержаниях изначального и «официального» вариантов введений

Это, вкупе со странными обстоятельствам двухмесячной задержки Кантом отправки рукописи введения издателю, позволило заключить, что Кант не просто сократил слишком большой объём первоначального варианта «Введения» (как явствует из переписки с Гардом), а написал новый, отличный от первого, вариант, отказавшись от старого. Более того, этот отказ был обусловлен не просто большим объёмом рукописи (на что ссылается Кант в письме к С. Беку от 19 августа 1793 года) а изменениями в воззрениях самого Канта. Иными словами, в определённый момент работы над «Критикой способности суждения» Канта перестали удовлетворять формулировки и идеи, предложенные им в самом начале работы над третьей «Критикой».

## Содержание: основные идеи
Сам Кант, в письме к С. Беку от 18 августа 1793 г. формулирует главную тему «Первого введения» так:

«…интерес к уникальным и необычным предпосылкам нашего мышления: природа в разнообразии её продуктов, была предрасположена некоторым образом приспособиться к ограниченности нашей силы суждения, путем простоты и заметного единства её законов и посредством представления бесконечного многообразия её видов в соответствии с определённым законом целостности, что делает возможным для нас организовать их под несколькими базовыми понятиями, как будто природа действовала посредством сознательного выбора ради нашего понимания — не потому, что мы осознаем эту целенаправленность как по существу необходимую, но потому что мы нуждаемся в этом и, следовательно, мы оправданы в предположении этого принципа как наличествующего „a priori“, и использовании этого предположения настолько, насколько мы можем обходиться с ним»

### Деление философии
По мысли Канта, философия может быть разделена, в соответствии с первоначальным различием её объектов, на теоретическую и практическую: то есть на философию природы и нравственную философию соответственно. Философия природы занимается вопросами опытного познания и содержит в себе как априорные (категории рассудка), так и эмпирические принципы. Философия нравов основывается только на чистых априорных принципах (моральный закон).
Кант особо подчеркивает тот факт, что хотя в обыденном словоупотреблении люди часто называют практической философией то, что несет в себе некую совокупность практических положений (политику, политическую экономию, правила домоводства, предписания для сохранения душевного и телесного здоровья и т. д.), все это не может называться практической философией. Все вышеперечисленное суть лишь разное применение теоретического знания к сфере жизненного опыта, основанные на законе каузальности. Во избежание путаницы, Кант предлагает называть эти положения не практическими а техническими:

«они относятся к искусству осуществлять то, чего хотят, что бы оно было; в завершенной теории это искусство всегда есть только следствие, а не существующая сама по себе часть того или иного рода наставления.»

### Способность суждения как связующее звено между рассудком и разумом. Чувство удовольствия и неудовольствия как имеющее свои априорные принципы в способности суждения
По мысли Канта, высшие познавательные способности могут быть разделены следующим образом:
- 1. Рассудок — способность познания общих правил, путём создания понятий.
- 2. Способность суждения — способность подведения особенного под общее (под понятие).
- 3. Разум — способность определения особенного через знание всеобщего (способность выведения принципов, создания идей о каких-либо предметах)

Поскольку сама философия делится на две части: философию природы (для которой априорные принципы даёт рассудок), и философию свободы (априорные принципы которой черпаются из разума) Кант, по аналогии, предполагает, что способность суждения, которая осуществляет связь между обеими способностями может давать свои, особые априорные принципы, которые составляют основу особой части философии — той её части, которая осталась за рамками Критик чистого и практического разума.
Предположение о том, что способность суждения осуществляет связь между рассудком (природой) и разумом (свободой) обосновывается Кантом путём анализа и способностей человеческой души.
По его мысли, все без исключения способности души сводятся к:
- 1) Познавательной способности
- 2) Чувству удовольствия и неудовольствия
- 3) Способности желания

Простое соотнесение перечня высших познавательных способностей и системы всех способностей души приводит Канта к следующему умозаключению:

«Способность познания согласно понятиям имеет свои априорные принципы в чистом рассудке (в его понятии о природе), способность желания — в чистом разуме (понятии о свободе). Таким образом, среди свойств души вообще остается ещё промежуточная способность, или восприимчивость, а именно чувство удовольствия и неудовольствия, так же как среди высших познавательных способностей остается промежуточная способность суждения. Что может быть естественнее, чем предположение, что способность суждения также будет содержать априорные принципы для чувства удовольствия и неудовольствия»?
.
Поскольку, постольку Кант предполагает не эмпирические, а априорные принципы для чувства удовольствия и неудовольствия, а также в виду того, что эти принципы не были рассмотрены им ни в первой ни во второй критиках, он постулирует необходимость написания критики чувства удовольствия и неудовольствия.

### Деление способности суждения
Способность суждения можно рассматривать как:
- 1) Определяющую — способность подводить особенное (объект) под общее (понятие которого дано). Так, например, делом определяющей способности суждения будет заключение: этот объект является тараканом, поскольку все его признаки в точности соответствуют понятию «таракан». Этот путь является прерогативой научного познания, претендует на объективность.
- 2) Рефлектирующую — способность находить общее для особенного (когда понятие не дано), рефлектировать согласно некоему принципу о данном представлении ради понятия, возможного благодаря этому рефлектированию. Именно благодаря рефлектирующей способности суждения возможно упорядочивание многообразного эмпирического опыта в систему с немногими принципами.

Определяющая способность суждения обращается с объектами, подводя их под понятия, механически, с необходимостью, в соответствии с канонами научного познания. Напротив, именно рефлектирующая способность суждения обращается со своими объектами технически, в соответствии с принципом рассмотрения устройства природы как целесообразного.

### Опыт как система для способности суждения
Согласно философу, способность суждения предполагает в природе некую как бы случайную закономерность, которую мы в ней безусловно допускаем. Эта закономерность заключается в том, что природа устроена не случайно, но целесообразно, причём целесообразна она именно для того, чтобы мы смогли познавать её.
По мысли Канта, опыт должен составлять систему возможных эмпирических знаний по общим (трансцедентальным) и частным (эмпирическим) законам природы. Общие законы природы обуславливают саму возможность взаимодействия человеческого существа с окружающим миром, они априорно даются рассудком и соотносятся с категориями последнего. Таков, например, закон причинно-следственных связей, связанный с категориями отношений, восприятие феноменов как субстанций, восприятие единства опыта в субъекте благодаря трансцендентальному единству апперцепции и пр.
Однако в процессе эмпирического познания природы, человеку открывается невероятное богатство объектов опыта. Для того, чтобы не потеряться в этом многообразии и разнородности, познающий субъект допускает представление природы как имеющей определённый порядок и иерархию, где нет резких скачков и хаоса, где эмпирические законы могут быть возведены в систему под общими принципами и т. д. Это предположение, как пишет Кант, есть трансцендентальный принцип способности суждения:

«Все эти пущенные в ход формулы: природа идет кратчайшим путем — она ничего не делает напрасно — она не совершает скачков в многообразии форм — она богата видами но скупа в родах и т. п. — представляют собой не что иное, как именно то же трансцедентальное выражение способности суждения установить принцип для опыта как системы».

### Логическая и абсолютная целесообразность
Вышеописанный принцип способности суждения, делающий возможным систему эмпирического опыта, Кант называет логической целесообразностью. Её отличительное свойство — применимость лишь к природе как к системе эмпирического знания: выделение родов и видов, классов, сходных принципов в многообразии данных для восприятия продуктов.
Однако, подобным же образом можно рассматривать не только природу как систему, но и её отдельные продукты. Этот способ Кант называет абсолютной целесообразностью:

«Под абсолютной целесообразностью природных форм я понимаю такой внешний вид или же такое внутренне строение их, в основу которых должна быть положена идея о них в нашей способности суждения… В отношении своих продуктов как агрегатов природа действует механически, только как природа; в отношении же них как систем, например в кристаллических образованиях, во всевозможных формах цветов или же во внутреннем строении растений и животных она действует технически, то есть так же как искусство.

### Техника природы
Рассмотрение рефлектирующей способностью суждения отдельных природных форм (например цветка, кристалла, камня) так, как будто бы они созданы природой целесообразными; так как будто бы их возможность основывается на искусстве, позволяет Канту сформулировать понятие „техника природы“:

Каузальность природы в отношении формы её продуктов как целей я буду называть техникой природы. Она противопоставляется механике природы, которая заключаете в её каузальности через связь многообразного без какого-либо понятия, лежащего в основе способа её соединения».
В тексте «Первого введения» Кант разделяет технику природы на формальную (фигуральную) и реальную (органическую, пластическую). Формальная техника природы, рассматриваемая в эстетическом суждении, является целесообразной лишь в субъективном рассмотрении, то есть лишь в способе представления. Органическая техника природы, рассматриваемая в рамках телеологического суждения, означает понятие цели природы не только применительно к нашему способу представления, но и в отношении возможности вещей самих по себе (то есть объективно).

«…эстетическое рассмотрение не требовало и не порождало никакого понятия о объекте; поэтому оно и объявило эти предметы не целями природы, в объективном суждении, а лишь целесообразными для способности представления в субъективном отношении… Телеологическое же суждение предполагает понятие об объекте и судит о возможности его согласно закону связей причин и действий».
Чрезвычайно важно то, что согласно Канту, в эстетическом рассмотрении формальная техника природы есть чисто субъективный принцип, никак не относящийся к теоретическому знанию к объективным законам природы, а напротив, принадлежащий только лишь нашей способности представления. Иными словами, техника природы — техника нашего рассмотрения природы, а не самой реальности как таковой.
	

«Представление о природе как об искусстве есть лишь идея, которая служит принципом для нашего изучения природы, стало быть, только для субъекта».

### Специфика эстетического суждения рефлексии и механизм его образования. Определение эстетического суждения
По мысли Канта, то, что мы называем эстетическим, есть не что иное, как восприятие рефлективной способностью суждения формальной техники природы в её продуктах без какого-либо понятия об объекте.
В этом определении необходимо обратить внимание на то, что по Канту:
1) Категория «прекрасное» присуще не объекту, а порождается субъективным принципом рассмотрения объекта природы как будто бы созданного техникой природы;
2) Прекрасное (в чистой своей форме) может порождаться только при восприятии субъектом предмета природы (цветок, камень, дерево, узоры на стекле и т. д.)
3) Поскольку эстетическое рассмотрение полностью субъективно, эстетическое суждение не может носить какого-либо познавательно характера, приписывающего данному предмету предикат прекрасного в терминах научной необходимости.
Механизм образования эстетического суждения Кант представляет следующим образом. Для каждого эмпирического понятия требуется 3 акта:
- 1) Воображение совершает схватывание многообразного содержания созерцания (зелёное, длинное, узкое, овальные части, жёлтый цвет и т. д.
- 2) Рассудок производит апперцепцию — синтетическое объединение этого многообразного в понятии объекта — цветка ромашки)
- 3) Способность суждения изображает предмет, который соответствует этому понятию в созерцании

В вышерассмотренном случае эмпирического созерцания фигурирует определяющая способность суждения, подводящая созерцаемый объект под понятие, тем самым претендуя на то, что бы быть познавательным (Этот цветок — ромашка, поскольку у него присутствуют все признаки, характерные для рода Matricária). В противоположность, рефлектирующая способность суждения не порождает какого-либо понятия об объекте, которого могло бы носить характер познавательного:

«… способность суждения, у которой нет наготове понятия для данного созерцания сопоставляет воображение (в одном лишь схватывании этого предмета) с рассудком (в изображении понятия вообще) и воспринимает соотношения обеих познавательных способностей, которое вообще составляет субъективное, лишь ощущаемое условие объективного применения способности суждения»
В этом случае, пример с ромашкой выглядел бы таким образом: «Этот цветок — прекрасен, потому что его форма, как будто бы созданная искусством, соотносится с моей субъективность так, что вызывает во мне чувство удовольствия».
Таким образом, согласно Канту, чистое эстетическим будет такое суждение, которое порождается в субъекте гармоничной игрой воображения и рассудка, через одну только форму созерцаемого предмета, и непосредственно связано с чувством удовольствия или неудовольствия.

### Телеологическое суждение и его специфика
Если в эстетическом рассмотрении формальная техника природы рассматривается как целесообразная в созерцании (то есть только как субъективное предположение), то в рамках телеологического суждения вещи и их структура могут рассматриваться как реальные цели природы, то есть так, что их внутренняя возможность предполагает объективную цель (цель, действительную саму по себе, не зависящую от субъективных предположений):

«Суждение о целесообразности в природных вещах, которая рассматривается как основание их возможности (как цели природы) называется телеологическим суждением».
Существенно то, что значительную часть «первого введения» занимает обоснование того, почему телеологические суждения не могут объективно приписать продуктам природы причину, действующую согласно представлению о цели, то есть преднамеренно.
Кант постулирует, что всю целесообразность природы можно рассматривать либо как естественную, либо как преднамеренную. С первой мы сталкиваемся в опыте; вторая есть только лишь гипотетический способ объяснения, который может дополнять первую.
Таким образом, понятие объективной целесообразности природы является только продуктом рефлексии об объекте, и не постулирует цель природного объекта с той необходимость, с которой бы это сделала определяющая способность суждения. Кроме того, сам принцип, которым определяется телеологическое суждение, есть лишь особый способ применения той же самой рефлектирующей способности суждения, который мы наблюдали в эстетических суждениях. Этот принцип не является самостоятельным, в отличие от принципа суждений вкуса (эстетических), которые одни и имеют свой особый принцип и место в критике высших познавательных способностей.

«Так, например, когда говорят, что хрусталик в глазу имеет цель посредством вторичного преломления световых лучей, исходящих из одной точки, вновь соединить их в одной точке на сетчатой оболочке глаза, это означает лишь, что представление о цели в каузальности природы при образовании глаза мыслится потому, что подобная идея служит принципом, который позволяет тем самым проводить исследование глаза, касающееся указанной части глаза, а также ради средств, которые можно было бы придумать, что бы содействовать указанному действию. Этим природе ещё не предписывается причина, действующая согласно представлению о цели, то есть преднамеренно».
Таким образом, оказывается, что телеологическое понятие о целях природы образуется рефлективной способностью суждения только ради её собственных нужд, для исследования причинной связи в предметах опыта и действительных, объективных целей природы не достигает: невозможно определить, преднамеренна или нет целесообразность в вещах природы. То или иное разрешение этого вопроса было бы связано утверждением или отрицанием разумом, некоторого понятия о преднамеренно действующей причине, поставленной над природой. Невозможность подобного подхода была ясно показана Кантом ещё в «Критике чистого разума».
Однако поскольку телеологическая способность суждения задаётся разновидностью принципа, действующего в суждениях вкуса, Кант включает её в критику ради полноты системы.

### Эстетическая способность суждения как связующее звено между способностью познания (природой) и свободностью желания (свободой)
Одним из результатов работы Канта над критиками чистого и практического разума явилось понимание раздвоенности субъекта: человек одновременно принадлежит к царству природы (как существо телесное и включённое в порядок причинно-следственных связей) и царству свободы (как существо, могущее совершать поступки не ориентируясь ни на какую материю, а всецело основываясь на априорном законе разума). Таким образом область природы, для которой законы априорно определяет рассудок, и область свободы, под своим собственным законодательством разума глубочайшим образом разделены между собой. Понятие свободы ничего не определяет в теоретическом познании природы; понятие природы ничего не определяет в практических законах свободы.
По мысли Канта, связать эту раздвоенность в субъекте может эстетическая способность суждения. Именно в её рамках человек свободно действует в природном мире каузальных порядков (судит об объектах природы свободно), тем самым реализуя эту связь.

«Так выявляется система способностей души в их соотношении с природой и свободой, каждая из которых имеет отличительные определяющие априорные принципы и поэтому они составляют две части (теоретическую и практическую) философии как доктринальной системы; в то же время выявляется переход посредством способности суждения, которая связывает отличительным принципом обе части, а именно переход от чувственного субстрата первой части к умопостигаемому субстрату второй части философии; …эстетические суждения… столь особого рода, что они соотносят чувственные созерцания с идеей природы, закономерность которой нельзя понять без отношения её к некоему сверхчувственному субстрату».

## Различия первого и второго введения к Критике способности суждения
Помимо изменений объёма и структуры текста, который во втором варианте введения стал гораздо короче и имеет меньшее число разделов, во «Втором введении» произошли также серьёзные изменения содержания. Их количество и качество объясняет, почему Кант не просто отредактировал, а переписал введение к третьей «Критике»:
- 1) Во втором введении меняется подход Канта к телеологическим суждениям. Они включаются в систему критики не просто для единства и завершённости системы, а на том основании, что имеют свой особый трансцедентальный принцип. Соответственно, пересматриваются их статус, роль и значение.
- 2) Из текста второго введения исчезает одно из важных понятий, которому Кант посвятил большой объём текста и которое был тщательно им разработано и специфицировано — техника природы. Место этого понятия во втором введении занимает несколько более глубоко проработанное понятие формальной целесообразности природных объектов.
- 3) Во второй редакции введения сделан больший акцент на идею того, каким образом в рамках третьей критики будет преодолён разрыв в субъекте между природой и свободой. Однако если в той части первого введения, которая посвящена этому вопросу именно эстетическая способность суждения оказывается в силах связать эти два законодательства, то в рамках второй редакции введения подобная спецификация исчезает, и речь ведёт о способности суждения в целом.

Обобщая сказанное укажем, что по мнению исследователей, основное различие между рассматриваемыми работами состоит в том, что первый её вариант ориентирует читателя на то, что последующее сочинение будет посвящено исключительно эстетике.
Эстетические же суждения в свою очередь, составляют особый, независимый класс суждений; телеологическим суждениями практически не придаётся значения.

Совершенно иная установка рождается при чтении второй редакции «Введения». В этом случае речь идёт уже не только об эстетике, а о систематическом завершении критического проекта в целом, и о способности суждения как о связующем звене между законодательствами природы и свободы, в котором именно телеологическая способность суждения играет главную роль